# فلسفة الحوار

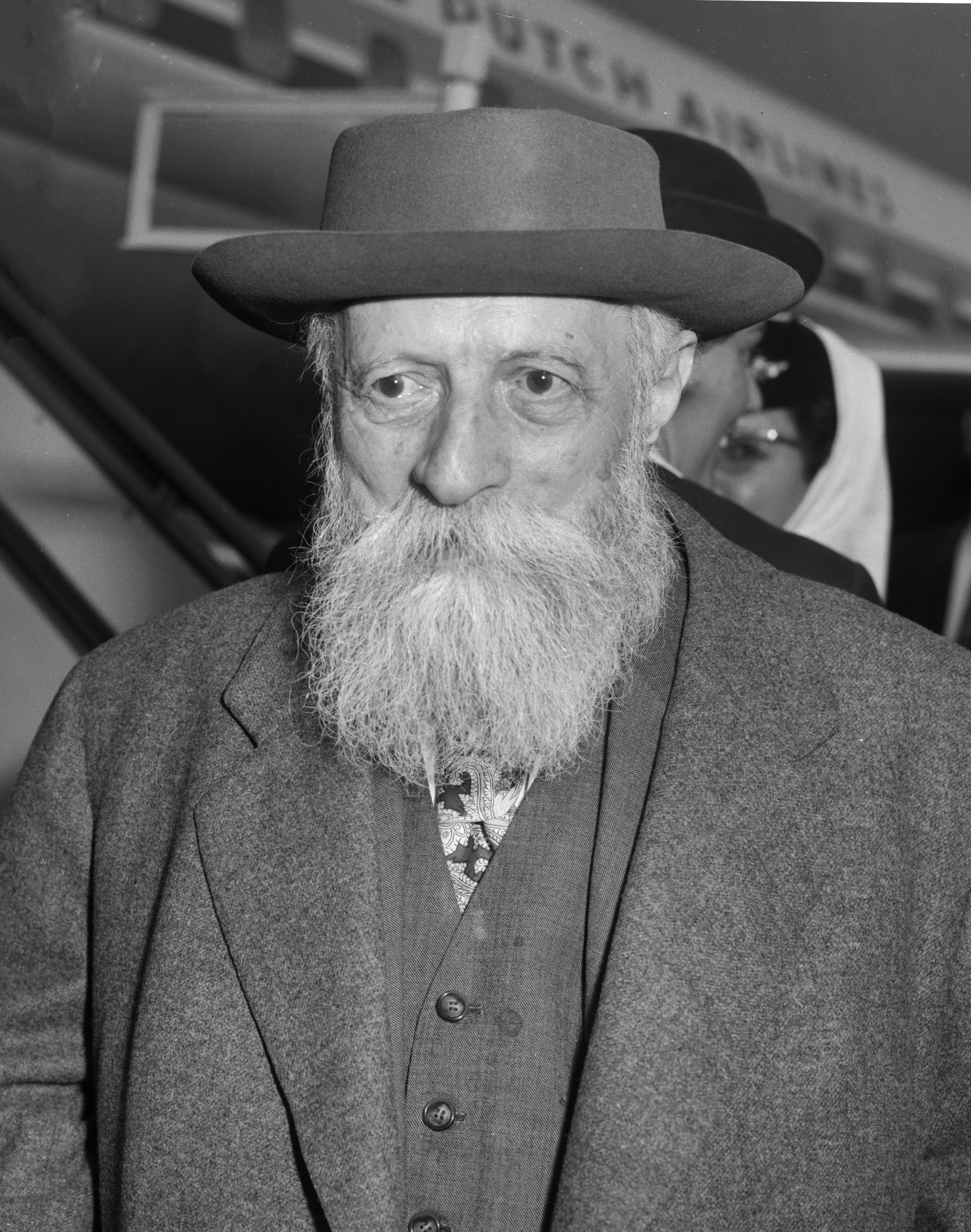

فلسفة الحوار، (بالإنجليزية: Philosophy of dialogue)‏، هي نوع من الفلسفة المبنية على أعمال الفيلسوف مارتين بوبر، اليهودي، النمساوي المولد، التي اشتهرت من خلال ما عرضه في كتابه الكلاسيكي بعنوان:«أنا وأنت» الذي نشر عام 1923.
بالنسبة لبوبر، فإن الحقيقة الأساسية للوجود البشري، والتي يتم التغاضي عنها بسهولة من قبل العقلانية العلمية، والفكر الفلسفي المجرد، هي «الإنسان مع الإنسان»، وهو حوار يحدث في «مجال بين» (بالألمانية: das Zwischenmenschliche).
إختار الفيلسوف الوجودي مارتن بوبر، أن يكون الحوار، جوابه عن الكوارث التي مرت بأوروبا وبالعالم في ذلك الوقت. ففي كتابه الشهير «أنا وأنت»، أسس بوبر لفلسفة حوارية، تقوم على اعتبار الحوار، شكلا من أشكال الوجود الإنساني، وليس فقط مجرد وسيلة للتواصل.

## الحوار عند بوبر
الحوار عند بوبر، مغامرة غير معروفة النتائج، هي عملية إبداع، يفاجئ الإنسان فيها نفسه.
- الحوار أيضا علاقة أمان، شبيهة بعلاقة الطفل بأمه. فالخوف يدمر الحوار، لأنه يمنع ظهور الناس كما هم. لهذا، فإن عملية التأمين جزء من التزام كل طرف بالحوار مع الآخر.

- الاستماع، والصدق، والصراحة، والانفتاح، كلها عوامل تأمين شديدة الأثر في أي علاقة، وتحديدا العلاقة الحوار.

- عند بوبر، حتى الحب بلا حوار يصبح علاقة شريرة.

- الحوار هو أعمق علاقة يحترم فيها الناس بعضهم.

- الحوار، إعلان عن الحب، والحرية في ذات الوقت.

## نوعين من العلاقات
يرى بوبر، أن هناك نوعين من العلاقات، التي يعيش من خلالها البشر:
1. أنا - أنت (I - Thou).
2. أنا - هو (I - It).

علاقة (أنا - هو)، تنشأ بين الإنسان والأشياء، أو بين الإنسان وإنسان آخر. هذه العلاقة تكون وسيلة لغاية معينة، وكل معنى يأخذه في هذه العلاقة، إنما هو نابع من طبيعة الاستعمال هذه.. مثلا علاقة الإنسان بسيارته هي علاقة استعمال. السيارة هنا هي وسيلة، يستعملها الإنسان للتنقل والحركة.. فقد يشعر الإنسان بحبه لسيارته، وانتمائه لها، ولكن هذا الحب وهذه العاطفة ناتجان عن كون هذه السيارة وسيلة نقل، هذا يعني أنه حين تتوقف هذه السيارة لخلل ما عن العمل كوسيلة نقل، فإن العلاقة معها تختلف وتنتهي.
علاقة (أنا - هو)، أو (أنا - الشيء)، أيضا يمكن أن تنشأ بين البشر، على أساس الاستعمال أيضا.. فالعلاقة بين سائق التاكسي والمسافر، هي علاقة تنشأ على هذا الأساس. المسافر أقام التواصل مع سائق التاكسي، لغرض استعمالي، وهو أن ينقله من منزله إلى المطار. السائق من جهته ينظر للمسافر على أنه زبون.
هذه العلاقة هي علاقة (أنا - هو) حتى الآن، ولكنها تحمل في داخلها بذرة التحول إلى علاقة (أنا - أنت).
بمعنى أن المسافر، وسائق التاكسي، قد ينشأ بينهم حديث، ينكشفون فيه على بعضهم، لا كمسافر وسائق تاكسي، بل كإنسان وإنسان.
المسافر هنا يظهر لسائق التاكسي، خارج علاقة الزبون إلى علاقة بشرية أوسع وأشمل. في المقابل، يبدأ سائق التاكسي للمسافر خارج علاقة التوصيل للمطار. يظهر كإنسان كامل، له معنى وقيمة واعتبار متجاوزة كونه سائق تاكسي.
(أنا - أنت) و (أنا - هو)، من خلال هاتين الثنائيتين حسب بوبر، يتفاعل الإنسان مع غيره من الناس أو حتَّى الأشياء.. ويجعل مجالات علاقات الإنسان ثلاثة يشرح فيها مستوى الكلام:
- ففي الأول، منها وهو الحياة في قلب الطبيعة، يكون الكلام في أخفض مستوى له، لأنَّه يفتقر إلى العلاقة التبادلية، إن صحت العبارة.
- أما في الثاني، وهو الحياة مع البشر، ففيه تنفتح أبواب الكلام، وهنا يكمن مجال الأنت وقبوله من الأنا.
- وفي الثالث، وهو الحياة مع الأشكال الجلية التي يمكن القول بأنها تعبد الطريق للإنسان نحو الأنت الخالدة، كما أنها لا تستخدم الكلام بطريقةٍ مباشرةٍ.

## روابط خارجية
- مارتن بوبر، موسوعة ستانفورد للفلسفة.
- أنا وأنت - مقاطع مختارة
- - مارغوليس، هيون (Margulies, Hune) (2017)، الإرادة والنعمة: تأملات في فلسفة حوار مارتن بوبر.